# Meierhöfer Seite

Lage des ehemaligen gemeindefreien Gebiets Meierhöfer Seite im Landkreis Wunsiedel im Fichtelgebirge

Die Meierhöfer Seite ist eine 2,97 km² große Gemarkung in der Stadt Bad Weißenstadt im Landkreis Wunsiedel im Fichtelgebirge in Bayern. Am 1. Januar 2025 wurde das ehemalige gemeindefreie Gebiet nach Weißenstadt eingemeindet.

## Geographie
Die Meierhöfer Seite ist ein Forstgebiet südlich von Bad Weißenstadt. Im Süden schließt der Vordorfer Forst, westlich der Weißenstadter Forst-Süd an.

## Schutzgebiete

### Geotope

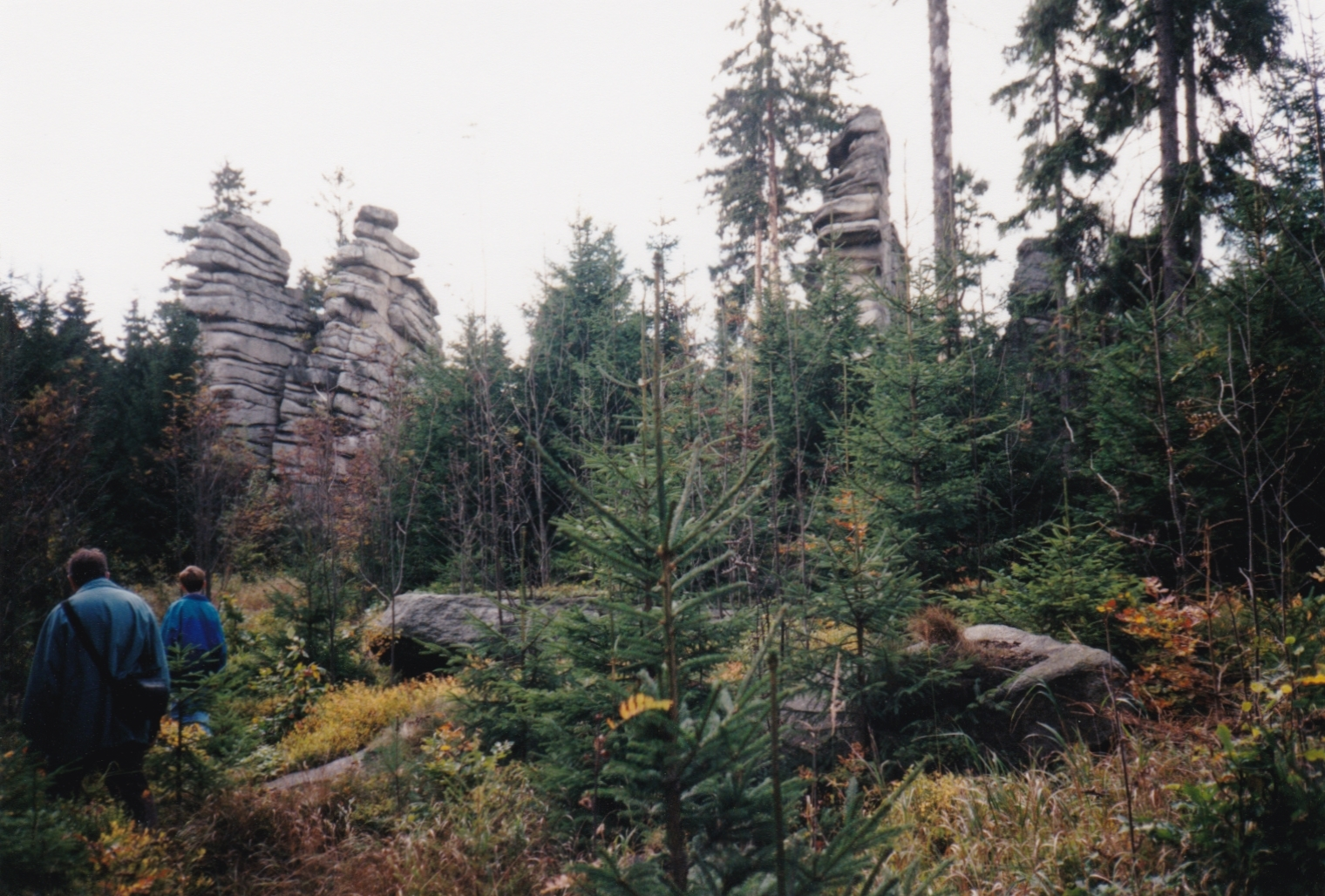
Drei-Brüder-Felsen

- Drei-Brüder-Felsen (Geotop-Nummer 479R020)